# Robert Bourassa

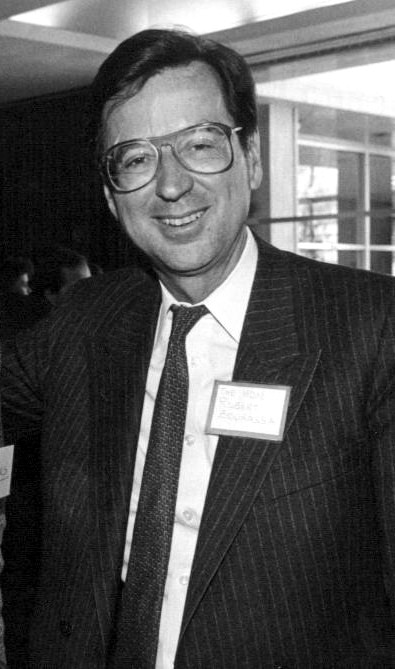
Robert Bourassa

Robert Bourassa (* 14. Juli 1933 in Montreal, Québec; † 2. Oktober 1996 ebenda) war ein kanadischer Politiker der Parti libéral du Québec, der zwischen 1970 und 1976 sowie von 1983 bis 1994 Parteivorsitzender sowie zwischen 1970 und 1976 sowie 1985 bis 1994 Premierminister von Québec war. Bourassa unterstützte einerseits die separatistischen Tendenzen der Parti libéral in der Provinz Québec, sah andererseits aber die wirtschaftlichen Vorstellungen seiner Partei kritisch.

## Leben

### Unterhausabgeordneter, Premierminister 1970 bis 1976

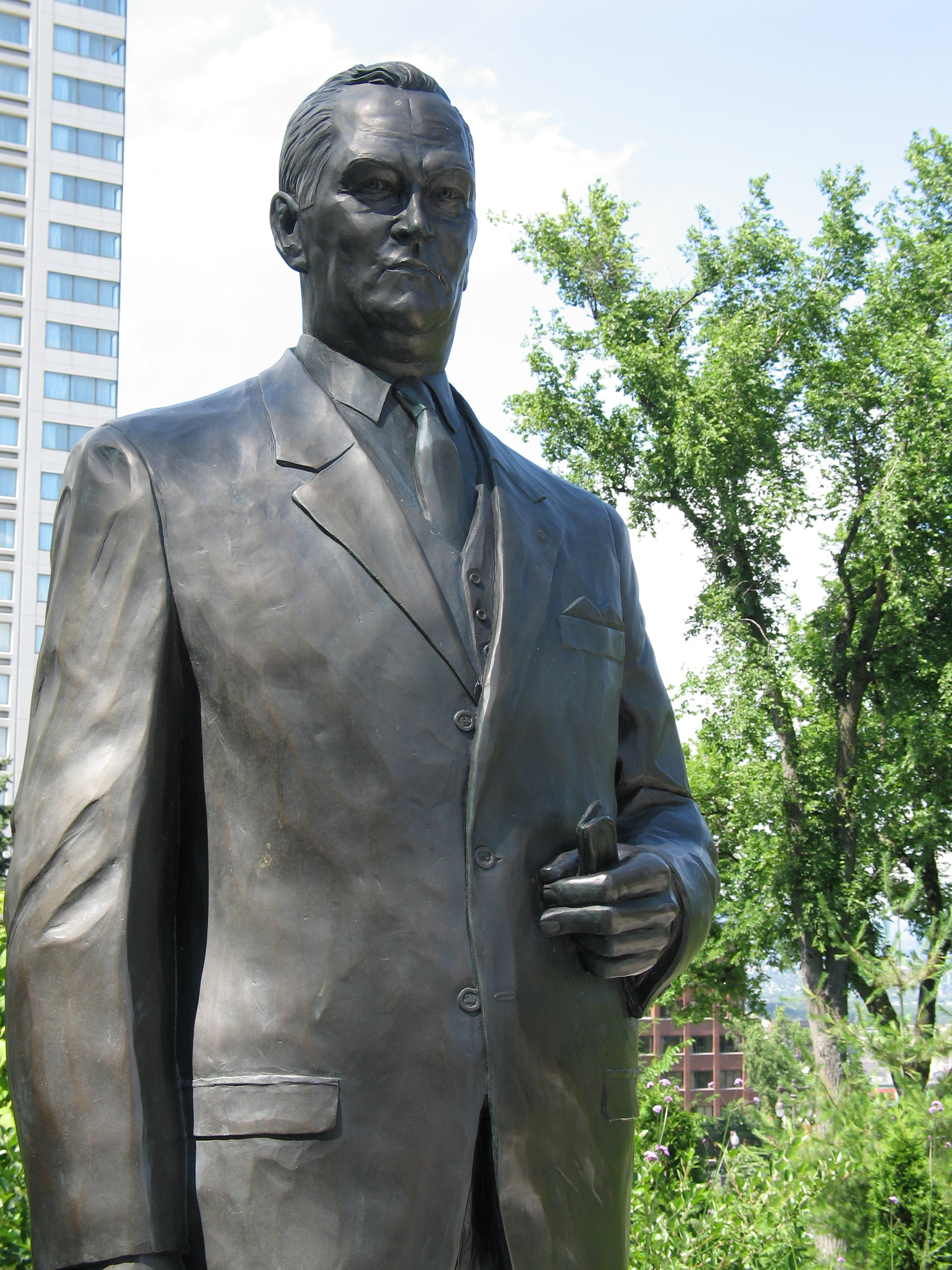
Als Nachfolger von Jean Lesage wurde Bourassa 1970 erstmals Vorsitzender der Parti libéral du Québec

Bourassa absolvierte nach dem Schulbesuch ein Studium der Rechtswissenschaften und nahm nach dessen Abschluss und seiner anwaltlichen Zulassung in Québec 1957 eine Tätigkeit als Rechtsanwalt auf.
Er wurde als Kandidat der Parti libéral bei den Wahlen vom 5. Juni 1966 erstmals zum Mitglied der Nationalversammlung von Québec gewählt. Bereits als Abgeordneter setzte er sich für das Baie-James-Wasserkraftprojekt ein und traf sich im Dezember 1969 mit Roland Giroux, dem Präsidenten von Hydro-Québec, zu einem Arbeitsessen.
Trotz seiner Unerfahrenheit und relativen Unbekanntheit wurde er am 17. Januar 1970 als Nachfolger des früheren Premierministers Jean Lesage zum Vorsitzenden der Parti libéral gewählt.

#### Wahlsieg 1970
Als solcher war er Spitzenkandidat bei den Wahlen zur Nationalversammlung am 29. April 1970 und führte seine Partei zum Wahlsieg gegen die bis dahin regierende Union nationale von Jean-Jacques Bertrand. Dabei konnte die Parti libéral 72 der 108 Abgeordneten stellen und verfügte damit über 22 Abgeordnete mehr als bei der Wahl von 1966. Die Union nationale verlor hingegen 39 Sitze und stellte nur noch 17 Abgeordnete anstatt von 56 im Jahr 1966. Drittstärkste Kraft wurde die Ralliement créditiste du Québec mit zwölf Mandaten, während die erstmals angetretene Parti Québécois (PQ) von René Lévesque sieben Sitze gewann.
Am 12. Mai 1970 wurde Bourassa Nachfolger von Jean Lesage und war mit 36 Jahren der jüngste Premierminister in der Geschichte von Québec.

#### Oktoberkrise 1970
Wenige Monate nach seinem Amtsantritt kam es 1970 zur Oktoberkrise, die größte politische Krise in der Geschichte der Provinz Québec. Ausgelöst wurde sie durch die Entführung des britischen Diplomaten James Richard Cross, der als Leiter der Handelsdelegation in Montreal tätig war, und des Politikers Pierre Laporte, dem Vize-Premierminister und Arbeitsminister im Kabinett Bourassa, durch die Terrororganisation Front de libération du Québec (FLQ). Dies führte zur kurzzeitigen Verhängung des Ausnahmezustandes durch den kanadischen Premierminister Pierre Trudeau und zur Entsendung von 10.000 Soldaten der Armee nach Québec. Die bürgerlichen Freiheiten wurden suspendiert und hunderte FLQ-Anhänger ohne formellen Haftbefehl inhaftiert. Während die Polizei Laporte erdrosselt im Kofferraum eines Autos auffand, konnte Cross nach zwei Monaten befreit werden. Nachfolgende verdeckte Operationen führten zur Zerschlagung der FLQ.
Bourassa wurde wegen seines Krisenmanagements während der Oktoberkrise 1970 stark kritisiert. Insbesondere wurde ihm vorgeworfen, die Entscheidung über das weitere Vorgehen zu schnell der Bundesregierung in Ottawa überlassen zu haben, um seine nationalistischen und linken Kritiker zu untergraben.

#### Wirtschaftspolitik und Wahlsieg 1973
Nach Beendigung der Oktoberkrise konzentrierten sich Bourassa und seine Regierung auf die Wirtschaftspolitik der Provinz, die eine weiträumige Entwicklung vorsah sowie die Schaffung von 100.000 Arbeitsplätzen zur Bekämpfung der Beschäftigungskrise. Schwerpunkt war die Förderung des von ihm seit 1969 unterstützten Baie-James-Wasserkraftprojekts. Bourassa stellte im März 1971 seinen Plan dem Kabinett vor und empfahl, die Koordination der Bauarbeiten der US-amerikanischen Bechtel Corporation zu übertragen. Als Datum der öffentlichen Bekanntmachung wählte die Regierung den 30. April 1971, den Jahrestag der Amtsübernahme, als Ort eine Parteiversammlung im Petit Colisée in der Provinzhauptstadt Québec. Vor 5000 Anwesenden versprach Bourassa, das „Projekt des Jahrhunderts“ (projet du siècle) werde 100.000 Arbeitsplätze schaffen. Gemäß Berichten von Journalisten soll die Versammlung mit „Szenen von unbeschreiblichem Enthusiasmus“ zu Ende gegangen sein.
Die erfolgreiche Wirtschaftspolitik führte dazu, dass Bourassa mit seiner Parti libéral bei den Wahlen zur Nationalversammlung am 29. Oktober 1973 einen überwältigenden Sieg errang. Seine Partei stellte von 110 Mitgliedern der Nationalversammlung 102 Abgeordnete und konnte damit ihr Wahlergebnis um weitere 30 Abgeordnete verbessern. Die Parti Québécois verlor einen ihrer sieben Abgeordneten und verfügte nunmehr über sechs Mandate, während die Union nationale ihre 17 Mandate verlor und in der Nationalversammlung nicht mehr vertreten war. Die Ralliement créditiste du Québec war zukünftig drittstärkste Kraft, nachdem sie zehn von ihren zwölf Sitzen verloren hatte und nun nur noch über zwei Mandate in der Nationalversammlung verfügte.

#### Wahlniederlage 1976 und mehrjähriger Rückzug aus Politik
In der Folgezeit trat Bourassa für einen Sonderstatus von Québec innerhalb der Verfassung von Kanada ein. 1974 unterzeichnete Bourassa den Gesetzentwurf 22, der die französische Sprache zur offiziellen Sprache der Provinz machte und den Gebrauch der englischen Sprache einschränkte. Der Gesetzentwurf zur Frankophonie führte zu empfindlichen Spannungen zwischen den Anhängern der kanadischen Föderation und den Nationalisten in Québec.
Der Amtssprachenstreit trug letztlich zur Niederlage der Parti libéral bei den Wahlen zur Nationalversammlung am 15. November 1976 bei. Stärkste Kraft wurde die Parti Québécois von René Lévesque, die 65 Mandate hinzugewann und nunmehr mit 71 statt sechs Abgeordneten vertreten war. Bourassas Parti libéral wurde zweitstärkste Kraft, verlor aber 76 Sitze und stellte nur noch 26 statt bisher 102 Abgeordnete. Der Union nationale gelang unter ihrem neuen Parteivorsitzenden Rodrigue Biron der Wiedereinzug in die Nationalversammlung, in der sie als drittstärkste Fraktion elf Abgeordnete stellte. Darüber hinaus waren zwei Parteilose in der Nationalversammlung der vertreten.
Die empfindliche Wahlniederlage führte dazu, dass Bourassa vier Tage nach der Wahl sein Amt als Parteivorsitzender niederlegte und durch Gérard D. Lévesque abgelöst wurde. Am 25. November 1976 übernahm schließlich der Wahlsieger René Lévesque das Amt des Premierministers von Québec, während sich Bourassa für vier Jahre weitgehend aus dem politischen Leben zurückzog.

### Premierminister 1985 bis 1993

#### Wahlsieg 1985
1980 begann Bourassa sich wieder verstärkt politisch zu engagieren und trat erfolgreich aktiv gegen das von der Parti Québécois geförderte Québec-Referendum ein, das die Aufnahme von Unabhängigkeitsverhandlungen mit der Bundesregierung forderte.
Als Nachfolger von Gérard D. Lévesque wurde er 1983 wieder Vorsitzender der Parti libéral und führte diese als Spitzenkandidat zum Sieg bei den Wahlen zur Nationalversammlung am 2. Dezember 1985. Dabei konnte die Partei ihr Ergebnis um 57 Mandate steigern und stellte nunmehr 99 statt bislang 42 Abgeordnete. Die Parti Québécois von Premierminister Pierre Marc Johnson, der erst am 3. Oktober 1985 Nachfolger von René Lévesque geworden war, verlor hingegen 57 Sitze und stellte nur noch 23 statt bisher 80 Abgeordnete. Andere Parteien waren wie bereits seit den Wahlen zur Nationalversammlung am 13. April 1981 nicht mehr im Parlament der Provinz vertreten.
Bourassa wurde daraufhin am 12. Dezember 1985 erneut Premierminister von Québec.

#### Wahlsieg 1989 und Oka-Krise mit den Mohawk
Bei den Wahlen zur Nationalversammlung am 25. September 1989 konnte er die Vormachtstellung der Parti libéral behaupten, die zwar sieben Mandate verlor, aber mit 92 der 125 Sitze nach wie vor über eine deutliche absolute Mehrheit verfügte. Die Parti Québécois konnte sich leicht verbessern und stellte mit 29 Abgeordnete sechs Mandatsträger mehr als noch bei der letzten Wahl. Drittstärkste Kraft wurde die Equality Party, die erstmals vier Abgeordnete stellte.
1990 kam es in der Oka-Krise zu bewaffneten Zusammenstößen zwischen Mohawk und kanadischer Regierung, die in einer Schießerei zwischen Stammesangehörigen und der Provinzpolizei von Quebec gipfelten und einen Polizisten das Leben kosteten. Auslöser war der Plan, einen Golfplatz auf Mohawkgebiet zu bauen. Die Proteste eskalierten in einer zweimonatigen Straßenblockade bei dem Ort Oka in der Nähe von Montreal in Québec. Etwa 40 schwerbewaffnete Mitglieder der Mohawk Warrior Society wurden von 400 kanadischen Soldaten eingekesselt. Die Konfrontation endete mit dem Versprechen auf Verhandlungen, die jedoch nur unbefriedigende Lösungen brachten. Als Vermittler im Streit hatte sich dabei unter anderen der „Mohawk-Philosoph“, streng genommen ein Angehöriger der Seneca, John Mohawk Sotsisowah hervorgetan.

#### Gescheitertes Übereinkommen von Charlottetown, NAFTA und Rückzug aus der Politik 1994
Am 22. August 1992 einigte sich die First Minister’s Conference unter seiner Teilnahme auf die umfangreichste Reform des Verfassungsgesetzes von 1867 in der sogenannten Übereinstimmung von Charlottetown (Charlottetown Accord / Accord de Charlottetown). Diese Reform sah eine Regelung der Vertretung der Anglo- und Frankokanadier in den obersten Staatsorganen vor. Dabei wurden der Provinz Québec Quoten zuerkannt sowie ferner die Autonomierechte der Ureinwohner anerkannt und die Stellung der Provinzen gestärkt. Diese durch das Übereinkommen von Charlottetown vorgesehene Verfassungsreform wurde jedoch bei einem Referendum am 26. Oktober 1992 von 55 Prozent der wahlberechtigten Kanadier abgelehnt.
Am 17. Dezember 1992 wurde vom kanadischen Premierminister Brian Mulroney in Ottawa mit den USA und Mexiko das Nordamerikanische Freihandelsabkommen (NAFTA) unterzeichnet, das am 1. Januar 1994 in Kraft trat. Zuvor hatte sich Bourassa für dieses Abkommen eingesetzt, was mit zur positiven Aufnahme dieser Übereinkunft in der kanadischen Politik beigetragen hatte.
Nach mehr als achtjähriger zweiter Amtszeit trat Bourassa am 11. Januar 1994 als Premierminister zurück. Sein Nachfolger wurde daraufhin Daniel Johnson, Jr., ein Sohn des früheren Premierministers Daniel Johnson, Sr. und älterer Bruder des ehemaligen Premierministers Pierre Marc Johnson. Zugleich übernahm Johnson auch die Funktion als Vorsitzender der Parti libéral du Québec.

### Privates, Würdigung
Der Jazzmusiker François Bourassa ist sein Sohn. Ihm zu Ehren wurden nach seinem Tod 1996 der Stausee Réservoir Robert-Bourassa sowie das Wasserkraftwerk Robert-Bourassa umbenannt. Darüber hinaus ist die Autoroute 740 Robert-Bourassa nach ihm benannt, ein sieben Kilometer langer Autobahnabschnitt in der Stadt Québec.

## Veröffentlichung
- L’énergie du Nord. La force du Québec, Libre Expression, Montreal 1985, ISBN 2-89037-252-9.

## Hintergrundliteratur
- Una McGovern (Hrsg.): Chambers Biographical Dictionary, Chambers, Edinburgh, 7. Auflage 2002, S. 198, ISBN 0-550-10051-2.